# ICC Cricket World Cup League 2
ICC Men's Cricket World Cup League 2 är en internationell crickettävling som spelas i One Day International -formatet. Tävlingen är den andra nivån i Cricket World Cup-kvalificeringssystemet som introducerades 2019. Sju lag deltar och går antingen direkt till världscupkvalet eller går vidare till slutspel för världscupkvalet för en ny chans att komma in i kvalet. Två lag från kvalet kvalificerar sig till nästa världscup i cricket. League 2 och kvalspelsslutspelet ersatte ICC World Cricket League Championship och ICC World Cricket League Division Two för att fastställa VM-kvalet. Den första upplagan var 2019/2023.

## Upplagor
| Säsong    | Mästare | Nedflyttad | Uppflyttad |
| --------- | ------- | ---------- | ---------- |
| 2019/2023 |         |            |            |